# 瓊佩山
11°44′0″S 76°2′30″W / 11.73333°S 76.04167°W

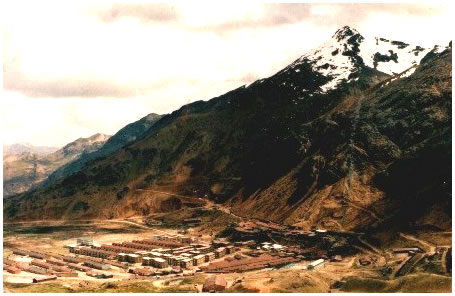

瓊佩山（Chumpe），是秘魯的山峰，位於該國中部胡寧大區的堯利省，處於普馬科查湖以東，屬於安第斯山脈的一部分，該山峰海拔高度約5,200米。